# 5次元文庫
5次元文庫（ごじげんぶんこ）は、2007年から2011年にかけて徳間書店から刊行された叢書。スピリチュアリティとニューエイジ、超古代文明、未確認飛行物体、陰謀論などを題材に取り上げているのが特徴で、それらを主題としていないものについては「5次元文庫マージナル」としてレーベルを分けている。

## 一覧

### 5次元文庫

#### 2007年
- 5次元世界への超扉 - イベントホライゾン2012（エハン・デラヴィ）
- アカシック地球リーディング - 5次元世界はこうなる （ゲリー・ボーネル、高橋克彦）
- 宇宙人ユミットからの手紙 （ジャン=ピエール・プチ、訳：中島弘二）
- ナチスとNASAの超科学 （ジム・キース、訳：林陽）
- 超シンプルなさとり方（エックハルト・トール、訳：飯田史彦）
- 永遠という名の一瞬 - だからぼくたちはいまここにいる （十和音響、葉祥明）
- 日月神示 ミロクの世の到来 - 政治も経済も光り輝く5次元の世界へ （中矢伸一）
- 宇宙が隠した最大の秘密 波動の真理 （江本勝）
- 超都市伝説スペシャル 信じるか信じないかそんなの関係ないッ （あすかあきお）
- 超都市伝説スペシャル〈2〉生きた恐竜がつかまったゾ （あすかあきお）
- 知らないとやばい! 「闇の世界権力」レポート （中丸薫）
- 超不都合な科学的真実 - もうからない「重要な発見」はすべて潰される! （ケイ・ミズモリ）

#### 2008年
- 5次元入門 - アセンション＆アースチェンジ （浅川嘉富）
- 新・光の12日間 - 5次元へのシフト（ゲリー・ボーネル、訳：大野百合子）
- 5次元ポータル - シャスタ山で出会ったレムリアの聖者たち（ユージン・E・トーマス、訳：ケイ・ミズモリ）
- 光シャンバラから誕生する超人類の謎 - 地球内部5次元基地 （海野光彦）
- 絶対幸福をもたらす超瞑想法 - チベット死者の書の核心 （三国ますみ）
- まもなく地球は優良惑星になります - 天使からの贈り物 （PICO）
- ツインソウル - なんのために双子の魂はめぐり逢うのか （エンリケ・バリオス、訳：さいとうひろみ）
- ヴィジョン - 次元のベールを超えて見た地球の未来（トム・ブラウン・ジュニア、訳：さいとうひろみ）
- 生きがいのメッセージ （ビル・グッゲンハイム＆ジュディ・グッゲンハイム、責任編集：飯田史彦、訳：片山陽子）
- 地球ビッグチェンジ - グレートスピリットからの警告 （メアリー・サマーレイン、訳：林陽）
- 光ある愛の星にアセンション - ガイアの祈り （アマーリエ）
- 性に秘められた超スピリチュアルパワー - 幾千年のマインドコントロールを超えて （夏目祭子）
- 隠された聖書の国・日本 （ケン・ジョセフ・シニア、ケン・ジョセフ・ジュニア）
- もしもあなたの小さなさとりが地球を救うなら （ジェームズ・アレン、訳：快東みちこ）
- 竹内文書 - 世界を一つにする地球最古の聖典 （高坂和導）
- 宇宙船 天空に満つる日 （渡辺大起）
- 私が出会った宇宙人たち - 伝説のコンタクティ30年間の記録 （ハリー・古山）
- 天孫降臨/日本古代史の闇 - 神武の驚くべき正体 （コンノケンイチ）
- 神々の軍隊 VS 国際金融資本の超暗闘 国体=天皇を護る人々の聖なる敗戦 （浜田政彦）
- 日月神示 - この世と霊界の最高機密 （中矢伸一）
- 聖徳太子秘文『未来記』開封 - 「親鸞・一遍・日蓮」に隠された亡国のタイムカプセル （飛鳥昭雄、山上智）
- 中丸薫という生き方 - あなたは何のために生まれ、どう生きるのか （中丸薫）
- 恐竜は哺乳類だった! - くつがえる科学の定説 （飛鳥昭雄）
- 次の超大国は中国だとロックフェラーが決めた （上）技術・諜報篇（ヴィクター・ソーン、訳：副島隆彦）
- 次の超大国は中国だとロックフェラーが決めた （下）謀略・金融篇（ヴィクター・ソーン、訳：副島隆彦）
- 金融のしくみは全部ロスチャイルドが作った （安部芳裕）
- 闇の世界金融の超不都合な真実 - ロックフェラー・ロスチャイルド一味の超サギの手口 （菊川征司）
- 9・11テロの超不都合な真実 - 闇の世界金融が仕組んだ世紀の大犯罪 （菊川征司）
- キリスト教の超不都合な真実200 （編：世界の宗教と歴史研究会）

#### 2009年
- [超入門] 5次元宇宙の探検ガイド＆ナビゲーション （絵：まつしま明伸、文：幸樹）
- 5次元体験の超衝撃 - フォーカス35 （坂本政道、浅川嘉富）
- 地球内部を旅した男 - オラフ・ヤンセンのシャンバラ・レポート （ウィリス・ジョージ・エマーソン、訳：田中雅人）
- シャスタの地下都市テロスからの超伝言 - アセンションの秘策 （篠原治美、泉沢美起子）
- 地球アップリフト - 宇宙人による次元上昇プロジェクト（エンリケ・バリオス、訳：さいとうひろみ）
- 超入門 アセンション＆2012 （エハン・デラヴィ）
- 超入門 転生のひみつ - 英国王室御用達の霊媒師(ミディアム)が語る（コンチェッタ・バートルディ、訳：藤野薫）
- 超入門 アカシックレコード （ゲリー・ボーネル、訳：大野百合子）
- 太陽の癒し タッチング ザ ソウル （ジュディス・カーペンター、訳：伊藤仁彦）
- 数霊に秘められた宇宙の叡智 - かずたま占い （深田剛史、はせくらみゆき）
- タオ・コード - 老子の暗号が語り出す 性の五次元領域から迸る秘密の力 （千賀一生）
- リメンバリング - 失われている古代文明の記憶 （ジェニファー）
- ガイアその愛その光 - 地球シフトアップ計画 （アマーリエ）
- ガイア黎明 - 生きて意識ある地球はこうして生まれた （アマーリエ）
- 日月神示の大預言 - 天産自給の原点に還れ （泉田瑞顕、久保脩）
- 日月神示と古事記の神々の預言 - 天直流の言霊 （中矢伸一）
- 宇宙人＆2012超入門 （竹本良、エハン・デラヴィ）
- 異次元に広がる超文明世界の謎 - UFO最後の真実 （浜田政彦）
- マルクスの超素顔 - 封印されていた闇の超権力(サタニスト)との関係 （在田実）
- 超みえみえ テロ＆戦争詐欺師たちのマッチポンプ なぜ世界は黙ってこれを見過ごすのか （きくちゆみ、童子丸開）
- 地獄へのチェンジ! オバマはロックフェラー家の最高切り札だった （マイケル北村）
- まるごと金融詐欺立国アメリカ超崩壊 （マイケル北村）
- ビビルな! 金融危機を生き抜く黄金の真理 （玉蔵）
- 世界を支配する秘密結社 イルミナティの知られざる真実! （有澤玲）
- 宇宙人最後の真実 - 人類を操る異次元の暗黒宇宙人 （浜田政彦）
- NASAアポロ疑惑の超真相 - 人類史上最大の詐欺に挑む （山口敏太郎、編：アトランティア編集部）
- インフルエンザをばら撒く人々 - 金融寡頭権力の罠 （菊川征司）
- 世界恐慌という仕組みを操るロックフェラー （菊川征司）
- 新世界秩序(人間牧場)にNo!と言おう - 金融王たちの最終目標（ゲイリー・アレン、訳：菊川征司）

#### 2010年
- プロジェクト・ペガサス - ツインソウルとの融合に秘められたアンドロメダの愛と光 （ペガサス）
- アセンション 真実への完全ガイド （篠崎由羅）
- アセンション最後のハードル - ついに明かされた宇宙シフトアップ計画 （アマーリエ）
- アンデス古老が語ったアセンションの超真実 - 宇宙のホワイト・ブラザーフッド （アントン・ポンセ・デ・レオン・パイヴァ、訳：さいとうひろみ）
- トワイライト - 豊かさと幸福のみなもと「スピリット・ワールド」につながる生き方（ジュディス・カーペンター、訳：磯崎ひとみ）
- あの世の「天使」に助けられて生きよう! - 死ぬときに絶対後悔しない生き方はただ一つ（コリン・フライ、訳：小林美香）
- [イラスト新版] 聖書の国・日本 （ケン・ジョセフ・シニア、ケン・ジョセフ・ジュニア）
- 地底世界人は本当に存在した - 天国と地獄は地下にある（ティモシー・グリーン・ベックリー、訳：ケイ・ミズモリ）
- 銀河間トラベラー「アプ星人」との170時間 （ヴラド・カペタノヴィッチ、訳：やよしけいこ）
- オーブ 謎の超知性体 - それは高次元からのメッセンジャーなのか （ミホール・レドウィズ＆クラウス・ハイネマン、訳：藤野薫）
- アンデスに封印されたムー・レムリアの超秘密 （ジョージ・ハント・ウィリアムソン、訳：坂本貢一）
- 神々の起源と宇宙人 - マヤ・アステカ・インカ （ゼカリア・シッチン、訳：竹内慧）
- オイカイワタチとは何か　宇宙からの黙示録　目覚めよ、日本のワンダラーたち! （渡辺大起）
- 死後の世界を突きとめた量子力学 （コンノケンイチ）
- ロスチャイルドが世界政府のビッグブラザーになる （菊川征司）
- 見えざる日本の支配者フリーメーソン （島田四郎、高山数生、成澤宗男）
- 私はあの世の「裁判官」だった 【霊魂彗星】初めて明かされる魂の発信基地 （吉田寿治）
- 全部わかった!国際銀行家たちの地球支配/管理のしくみ （安部芳裕）
- 王仁三郎と日月神示のひな型神劇 - それは国際金融資本とイルミナティ崩壊の型だった! （伊達宗哲）
- この世［現実］はまもなく霊界化する - 量子力学・日月神示・般若心経・王仁三郎の超結論 （コンノケンイチ）
- Q&Aベスト集成　2012年あなたはこうなる （山口敏太郎）

#### 2011年
- 5次元世界の「超」歩き方 （中丸薫、エハン・デラヴィ（J.C.ガブリエル））
- 解決のできない問題はぜんぶ前世にきいてみよう （イングリッド・バリエール、訳：グリーン裕美）
- 死後世界へのソウルガイド＆ナビゲーション - 高次元存在ラマ・シングに聞く（アル・マイナー、ラマ・シング、訳：金原博昭、志水真木）
- 地球意識から宇宙へ - つなぐのはあなたです （エハン・デラヴィ（J.C.ガブリエル）/榎木孝明）2011年：対談集
- アマテラスの祈り （アマーリエ）2011年
- 12番惑星ニビルからやって来た宇宙人 - シュメール楔型文字が暴いた神々と天使（ゼカリア・シッチン、訳：竹内慧）
- ユングの【宇宙人 UFO 未来】シンクロニシティ （コンノケンイチ）
- 日月神示「天変地異」の超暗号 - 津波・地震・富士山大爆発の予告 （岡田光興）
- 世の中大転換を生きる50枚の重要カード （船井幸雄、中丸薫）
- 偽情報退散! マスコミとお金は人の幸せをこうして食べている （THINKER）
- あなたはお金のしくみにこうして騙されている （天野統康）

### 5次元文庫マージナル
- 脳とサムシンググレート （茂木健一郎、村上和雄、養老孟司、竹内薫）2009年
- 生命・DNAは宇宙からやって来た (フレッド・ホイル、チャンドラ・ウィクラマシンゲ、訳：茂木健一郎）2010年
- グランドファーザーとつり人 （トム・ブラウン・ジュニア、訳さくらももこ）2010年
- 遺伝子の不思議超入門 (村上和雄、竹内薫）2010年
- 脳がひらめく生き方 窮地をチャンスに変える (茂木健一郎）2010年